# Richie Ginther
Richie Ginther, né le 5 août 1930 à Hollywood et mort le 20 septembre 1989 à Bordeaux (France), est un ancien mécanicien devenu pilote automobile. Richie Ginther a notamment disputé 52 Grands Prix de championnat du monde de Formule 1, remporté 1 victoire, décroché 14 podiums et signé 3 meilleurs tours en course. En 7 saisons, de 1960 à 1966, il a inscrit un total de 107 points.

## Historique

### Carrière

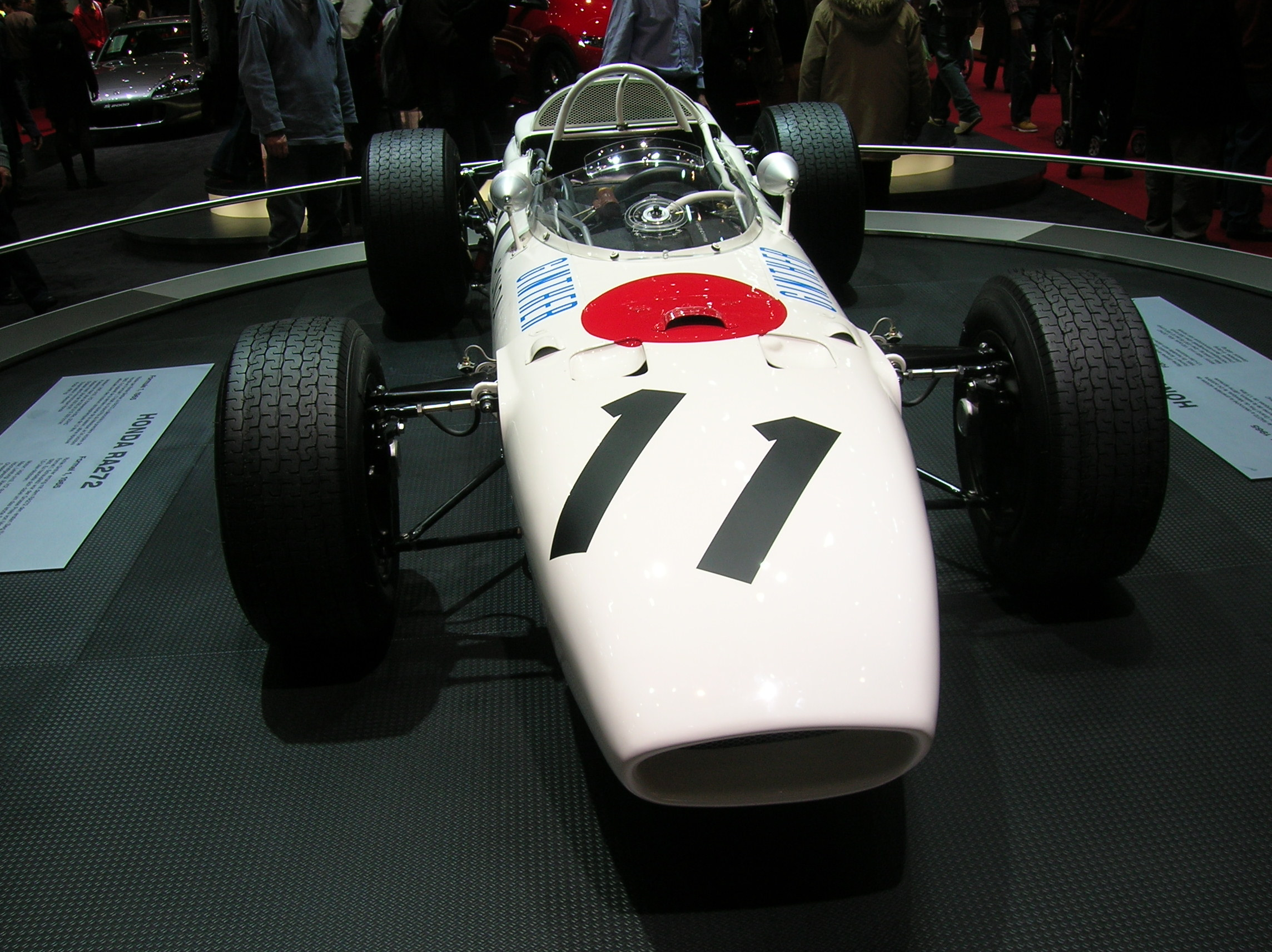
La Honda RA272 de Richie Ginther

Richie Ginther commence sa carrière en sport automobile en s'illustrant au volant de sa Ferrari privée. En 1954, il se classe second de la Carrera Panamericana ce qui lui permet de se faire remarquer de la Scuderia Ferrari chez qui il décrochera son premier contrat professionnel en 1959. En 1960, au sein de Ferrari il termine second des 1 000 km de Buenos Aires et débute en Formule 1 au Grand Prix de Monaco sur la 246P. Il inscrit son premier point en championnat pour sa première course, ce qui incite Ferrari a l'engager à deux autres reprises sur la D246 : nouvelle 6e place au Grand Prix des Pays-Bas puis 2e place sur la grille et à l'arrivée du Grand Prix d'Italie après avoir mené la course devant Phil Hill. Entretemps, il est engagé par Lance Reventlow, fondateur de l'écurie Scarab pour disputer le Grand Prix de France mais ne parvient pas à se qualifier à la suite d'une rupture mécanique de la Scarab F1.
En 1961, confirmé par Ferrari, il dispute sept Grands Prix au volant de la 156. Ginther réalise toujours de belles performances en qualifications et confirme en course. Il finit second derrière Stirling Moss à Monaco et termine sur le podium en Belgique et en Grande-Bretagne. À la fin de la saison, il décide de quitter Ferrari pour l'écurie anglaise Owen Racing Organisation qui engage des BRM.
La saison 1962 est beaucoup plus laborieuse puisque les P48 et P57 ne lui permettent de décrocher que seulement deux podiums (3e en France et 2e en Italie). La saison suivante, au volant d'une P57 plus performante, et toujours grâce à de bonnes qualifications, Ginther termine cinq fois sur le podium, dont trois fois à la seconde place. Richie devient vice-champion du monde, derrière Jim Clark, ex æquo avec son coéquipier Graham Hill. En 1964, au volant de la P261, Ghinter fait encore des prouesses au Grand Prix de Monaco où il se classe à nouveau second, pour la troisième fois en quatre éditions. Il réitère cette performance au Grand Prix d'Autriche et inscrit des points à six reprises dans la saison, qu'il termine au quatrième rang avec 23 points.
En 1965, il est recruté par Honda, écurie débutante non classée en 1964, pour épauler l'Américain quasi-néophyte en F1 Ronnie Bucknum. La RA 272 lui permet de se faire, comme à son habitude, remarquer en qualifications mais il peine à confirmer en course (4 abandons dans la saison, toujours dus à une panne mécanique). Toutefois, il inscrit le premier point d'une Honda en Belgique, récidive aux Pays-Bas avant d'atteindre la consécration lors du Grand Prix du Mexique. L'écurie Honda négocie la location de la piste en exclusivité au petit matin des premiers essais afin de peaufiner le réglage de la carburation du moteur en fonction de l'altitude élevée du circuit. Grâce à cette mise au point quasi-secrète, Ginther décroche la 3e place sur la grille (pour la quatrième fois de la saison) avant de décrocher sa seule victoire en Grand Prix de Formule 1 et la première d'une Honda. 
En 1966, le nouveau règlement technique oblige les constructeurs à remplacer les blocs 1 500 cm3 par des 3 000 cm3. Honda doit quasiment tout reprendre à zéro et concevoir un moteur répondant à la nouvelle règlementation. Richie Ginther commence alors la saison chez Cooper-Maserati où la T81 lui permet de prendre la 5e place en Belgique. Lorsqu'Honda semble avoir finalisé la nouvelle RA 273, il est rappelé mais la monoplace est un cuisant échec technique. Ginther, en trois courses seulement, réussit pourtant à décrocher la 5e place au Mexique où il s'était brillamment qualifié en 5e position.
L'année suivante, Ginther, déçu des performances de la Honda, laisse sa place à John Surtees (qui inscrira 20 points et terminera 4e du championnat, les monoplaces nipponnes ayant retrouvé des couleurs) et rejoint l'écurie AAR-Eagle de son compatriote Dan Gurney. Après une belle prestation à Brands Hatch au volant de la T1G à moteur V12 Weslake lors de la Course des Champions où il tenait la deuxième place derrière Gurney avant qu'un bris de direction ne mette fin à sa course, il ne parvient pas à qualifier cette voiture à Monaco. Quinze jours plus tard, échouant aux qualifications pour les 500 Miles d'Indianapolis, Ginther décide de prendre sa retraite sportive.

### Décès
Il meurt d'une crise cardiaque le 20 septembre 1989 à Bordeaux, où il passait des vacances en découvrant les vignobles du Bordelais.

## Résultats en championnat du monde de Formule 1
| Saison | Écurie                                                      | Châssis      | Moteur                       | Pneus           | GP disputés | Victoire | Podiums | Meilleurs tours | Points inscrits | Classement |
| ------ | ----------------------------------------------------------- | ------------ | ---------------------------- | --------------- | ----------- | -------- | ------- | --------------- | --------------- | ---------- |
| 1960   | Scuderia Ferrari Reventlow Automobiles Inc Scuderia Ferrari | 246P F1 D246 | Ferrari V6 Scarab Ferrari V6 | Dunlop          | 3           | 0        | 1       | 0               | 8               | 8e         |
| 1961   | Scuderia Ferrari SpA SEFAC                                  | 156          | Ferrari V6                   | Dunlop          | 7           | 0        | 3       | 2               | 16              | 5e         |
| 1962   | Owen Racing Organisation                                    | P48 P57      | BRM V8                       | Dunlop          | 9           | 0        | 2       | 0               | 10              | 8e         |
| 1963   | Owen Racing Organisation                                    | P57          | BRM V8                       | Dunlop          | 10          | 0        | 5       | 0               | 34              | 2e         |
| 1964   | Owen Racing Organisation                                    | P261         | BRM V8                       | Dunlop          | 10          | 0        | 2       | 0               | 23              | 4e         |
| 1965   | Honda R&D Company                                           | RA272        | Honda V12                    | Goodyear        | 8           | 1        | 1       | 0               | 11              | 7e         |
| 1966   | Cooper Car Company Honda R&D Company                        | T81 RA273    | Maserati V12 Honda V12       | Dunlop Goodyear | 5           | 0        | 0       | 1               | 5               | 11e        |
| 1967   | Anglo American Racers                                       | T1G          | Weslake V12                  | Goodyear        | 0           | 0        | 0       | 0               | 0               | n.c.       |

## Victoire en Formule 1
| no | Année | Manche | Date            | Grand Prix | Circuit | Position départ | Écurie | Voiture | Résultats |
| -- | ----- | ------ | --------------- | ---------- | ------- | --------------- | ------ | ------- | --------- |
| 1  | 1965  | 10/10  | 24 octobre 1965 | Mexique    | Mexico  | 3e              | Honda  | RA272   | Résultat  |

## Résultats aux 24 heures du Mans
| Année | Voiture               | Équipe                     | Équipier           | Résultat   |
| ----- | --------------------- | -------------------------- | ------------------ | ---------- |
| 1957  | Ferrari 500 TRC       | Équipe Los Amigos          | François Picard    | Abandon    |
| 1960  | Ferrari 250 TR/60     | Scuderia Ferrari           | Willy Mairesse     | Abandon    |
| 1961  | Ferrari Dino 246SP    | Scuderia Ferrari           | Wolfgang von Trips | Abandon    |
| 1962  | Aston Martin DP212    | David Brown Racing         | Graham Hill        | Abandon    |
| 1963  | Rover-BRM             | Owen Racing Organisation   | Graham Hill        | Non classé |
| 1964  | Ford GT40 Mk.I        | Ford Motor Company         | Masten Gregory     | Abandon    |
| 1966  | Ferrari 330 P3 Spyder | North American Racing Team | Pedro Rodriguez    | Abandon    |